# San Diego Toros
San Diego Toros – amerykański klub piłkarski mający siedzibę w stanie Kalifornia, najpierw w Los Angeles, potem w San Diego. Drużyna występowała w lidze NPSL i NASL, a jego domowym obiektem były Los Angeles Memorial Coliseum i Balboa Stadium. Zespół istniał w latach 1966-1968.

## Historia
Klub został założony w 1966 roku jako Los Angeles Toros. Zespół brał udział w rozgrywkach ligi NPSL 1967. W 1968 roku został przeniesiony do San Diego i występował w lidze NASL w sezonie 1968 jako San Diego Toros. W tym sezonie klub zdobył wicemistrzostwo NASL. Po sezonie klub został rozwiązany. Właścicielem klubu był Dan Reeves - właściciel klubu NFL Los Angeles Rams.

## Osiągnięcia

### NASL
- Wicemistrz NASL: 1968

### Nagrody indywidualne
Król strzelców NASL
- Pepe Fernandez - 1968

Jedenastka Sezonu NASL
- 1968: Ron Crisp, Pepe Fernandez

## Sezon po sezonie
| Sezon | Liga | Z  | R  | P  | Pkt | Sezon                        | Playoff                | Śr. frekwencja |
| ----- | ---- | -- | -- | -- | --- | ---------------------------- | ---------------------- | -------------- |
| 1967  | NPSL | 7  | 10 | 15 | 114 | 5.miejsce, Dywizja Wschodnia | Nie zakwalifikował się | 6,961          |
| 1968  | NASL | 18 | 8  | 6  | 186 | 1.miejsce, Dywizja Pacyfiku  | Finalista              | 5,794          |

Źródło: